# Sofia Boutella
Sofia Boutella, née le 3 avril 1982 à Bab El Oued (Algérie), est une actrice et danseuse hip-hop franco-algérienne.
Après des débuts remarqués en tant que danseuse de hip-hop, elle entame une carrière d'actrice et décroche des rôles dans plusieurs films internationaux comme Kingsman : Services secrets (2015), Star Trek : Sans limites (2016), La Momie (2017), Atomic Blonde (2017), Climax (2018), Rebel Moon (2023) et The Killer's Game (2024).

## Biographie

### Enfance et formation
Fille du chanteur et compositeur algérien Safy Boutella et d'une architecte algérienne nommée Samia, Sofia Boutella apprend la danse classique à partir de l'âge de cinq ans en Algérie.
À douze ans, elle quitte l'Algérie avec sa famille pour s'installer en France, où elle découvre la gymnastique rythmique et intègre l'équipe nationale française à 18 ans,,. Elle étudie ensuite au Berklee College of Music à Boston aux États-Unis.
Elle commence à danser le hip-hop à seize ans, puis rejoint la troupe de breakdance des Vagabond Crew, qui remporte le Battle of the Year en 2006. La même année, elle participe à Chienne de vie, créé sans salle et sans matériel mais qui connaîtra un certain succès, et au groupe Aphrodites créé par Momo, membre du Vagabond Crew.
Elle acquiert la nationalité française par naturalisation le 8 janvier 2010.

### Vie privée
Sofia Boutella a été en couple avec l'acteur Robert Sheehan de 2014 à 2018,.

## Carrière

### Débuts et révélation
En parallèle, Sofia Boutella est repérée à 17 ans par Blanca Li, célèbre chorégraphe, qui lui propose alors un rôle dans son film Le Défi, où elle interprète Samia. On la voit également dans un spot de publicité pour la marque Narta.
La consécration arrive en 2005 lorsque, choisie par le chorégraphe Jamie King (en), Nike fait d'elle son modèle afin de changer l'image de la marque : plus féminine et plus hip-hop. C'est une étape importante dans la carrière de la jeune danseuse, ce contrat accroît sa notoriété et lui permet de travailler avec de nombreuses stars comme Madonna (dont elle fait en 2005 la tournée The Confessions Tour), Jamiroquai, Rihanna ou encore Mariah Carey. Elle a également tourné dans un clip, en 2004, du DJ house suédois Axwell pour Feel The Vibe.
Sofia repart en tournée avec Madonna pour son Sticky & Sweet tour en 2008, et dont les dates sont prolongées jusqu'à fin 2009. Sélectionnée pour le This Is It de Michael Jackson, elle y renonce pour participer à cette prolongation. Elle déclare que ce dernier, comme Madonna font partie de ses inspirations depuis son plus jeune âge.
En 2012, Boutella fait partie des danseuses qui entourent Madonna dans le show à la mi-temps du Super Bowl XLVI. La même année, elle est l'héroïne du film de danse StreetDance 2. Elle déclare cette même année, avoir été inspirée par la chanteuse lors de leur précédentes collaborations.

### Cinéma

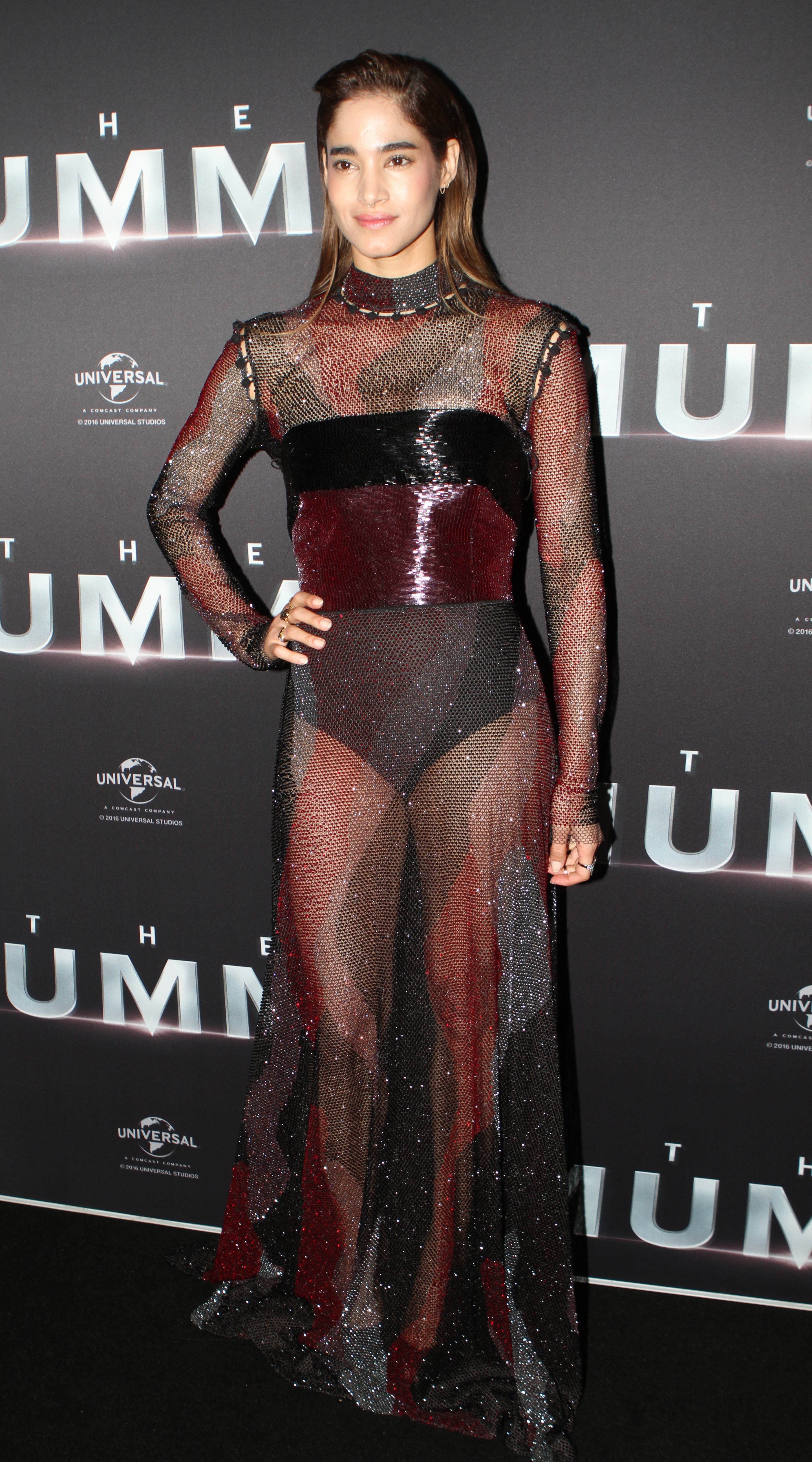
Sofia Boutella lors de l'avant première australienne de La Momie (2017).

En 2013, Sofia Boutella rejoint la distribution du film d'espionnage Kingsman : Services secrets de Matthew Vaughn, sorti début 2015. Ce rôle de Gazelle, une impitoyable tueuse dont les pieds ont été remplacés par des lames de métal, la révèle au grand public. En 2014, le flop critique et commercial du film de science-fiction britannique Monsters: Dark Continent (suite du succès surprise de 2010, Monsters, de Gareth Edwards) fait que son interprétation passe inaperçue.
En avril 2015, son nom est officialisé pour tenir un rôle clé du troisième opus du reboot de la saga Star Trek. Star Trek : Sans limites sort un an plus tard et lui permet de confirmer dans un registre physique : maquillée de la tête aux pieds, elle incarne Jaylah, une extraterrestre amenée à s'allier avec les héros.
La même année, elle est à l'affiche de deux productions britanniques, qui lui permettent d'incarner des personnages plus développés : le film d'action militaire Tiger Raid (en), aux côtés de Brian Gleeson et Damien Molony ; puis le thriller dramatique Jet Trash, dont elle est la tête d'affiche, secondée par l'acteur irlandais Robert Sheehan.
Boutella fait ensuite partie de la distribution de deux blockbusters hollywoodiens sortis durant l'été 2017 : d'abord le reboot de La Momie, La Momie, où elle tient le rôle-titre, face au héros incarné par la star Tom Cruise. Puis elle fait partie du casting entourant l'oscarisée Charlize Theron, titulaire du rôle-titre du thriller d'action Atomic Blonde.
Cette exposition médiatique lui permet de recevoir le prix de la star féminine de demain durant le CinemaCon.
L'année suivante, elle tente de s'éloigner des blockbusters en évoluant dans deux projets présentés au Festival de Cannes 2018 : tout d'abord, elle tient un second rôle dans le téléfilm de science-fiction, Fahrenheit 451, produit par la chaîne câblée HBO, et réalisé par Ramin Bahrani. Elle y évolue aux côtés de la jeune star Michael B. Jordan et de l'expérimenté Michael Shannon. Mais surtout, elle tient l'un des deux premiers rôles du cinquième long-métrage du réalisateur français Gaspar Noé, le drame horrifique Climax. Elle y incarne une jeune danseuse en proie à la démence et à la folie.
Durant l'été, elle est l'une des vedettes d'Hotel Artemis, un film de science-fiction, réalisé par le scénariste Drew Pearce. L'actrice y donne la réplique à Jodie Foster et Sterling K. Brown.

## Filmographie

### Cinéma
- 2002 : Le Défi de Blanca Li : Samia
- 2006 : Azur et Asmar de Michel Ocelot : La Fée des Elfes
- 2012 : StreetDance 2 de Max Giwa et Dania Pasquini : Eva[12]
- 2014 : Monsters: Dark Continent de Tom Green : Ara
- 2015 : Kingsman : Services secrets (Kingsman : The Secret Service) de Matthew Vaughn : Gazelle
- 2016 : Star Trek : Sans limites (Star Trek Beyond) de Justin Lin : Jaylah
- 2016 : Tiger Raid (en) de Simon Dixon : Shadha
- 2016 : Jet Trash de Charles Henri Belleville : Vix
- 2017 : La Momie (The Mummy) d'Alex Kurtzman : Princesse Ahmanet / la Momie
- 2017 : Atomic Blonde de David Leitch : Delphine Lassale
- 2017 : Kingsman : Le Cercle d'or (Kingsman : The Golden Circle) de Matthew Vaughn : Gazelle (caméo)
- 2018 : Hotel Artemis de Drew Pearce : Nice
- 2018 : Climax de Gaspar Noé : Selva
- 2021 : Life on Mars (Settlers) de Wyatt Rockefeller : Ilsa
- 2021 : Prisoners of the Ghostland de Sion Sono : Bernice
- 2023 : Rebel Moon - Partie 1 : Enfant du feu (Rebel Moon: Part One – A Child of Fire) de Zack Snyder : Kora / Arthelius
- 2024 : Argylle de Matthew Vaughn : Saba Al-Badr
- 2024 : Rebel Moon - Partie 2 : L'Entailleuse (Rebel Moon: Part Two – The Scargiver) de Zack Snyder : Kora / Arthelius
- 2024 : The Killer's Game de J.J. Perry : Maize
- 2026 : Alpha Gang de David et Nathan Zellner
- 2026 : The Basics of Philosophy de Paul Schrader

### Télévision

#### Séries télévisées
- 2004 : Les Cordier, juge et flic , saison 12, épisode 5 Temps mort de Jean-Marc Seban : Maya
- 2019 : Modern Love , saison 1, épisodes 5 et 8 : Yasmine
- 2022 : Le Cabinet de curiosités de Guillermo del Toro (Guillermo del Toro's Cabinet of Curiosities), épisode 7 The Viewing de Panos Cosmatos : Dr Zahra
- 2022 : Rogue Heroes : Eve Mansour

#### Téléfilms
- 2005 : Permis d'aimer de Rachida Krim : Lila
- 2018 : Fahrenheit 451 de Ramin Bahrani : Clarisse McClellan

### Clips

#### Figurante
- 2001 : Cesária Évora - Nutridinha[13]
- 2020 : Silas Bassa - Katia the Runaway[14]

#### Danseuse
- 2001 : Jamiroquai - Little L [13]
- 2004 : M. Pokora - Showbiz (The Battle)
- 2005 : Bodyrockers - I Like The Way (You Move)[13]
- 2005 : Axwell - Feel The Vibe (Til The Morning Comes)[13]
- 2005 : Madonna - Hung Up[13]
- 2006 : Madonna - Sorry[13]
- 2006 : Rihanna - SOS (Nike Version)
- 2007 : Chris Brown - Wall to Wall (2007)[13]
- 2008 : M. Pokora - Dangerous
- 2009 : Madonna - Celebration
- 2009 : Usher - Hey Daddy (Daddy's Home)
- 2010 : Beat Freaks/Geminiz - Jump II[15]
- 2010 : Ne-Yo - Beautiful Monster
- 2010 : Ne-Yo - Champagne Life
- 2011 : Michael Jackson - Hollywood Tonight[16]
- 2018 : Thirty Seconds to Mars - Rescue Me
- 2020 : Foo Fighters - Shame Shame

## Distinctions
Sauf indication contraire ou complémentaire, les informations mentionnées dans cette section proviennent de la base de données IMDb.
- National Film Awards UK (en) 2016 : nomination comme meilleure actrice secondaire pour Kingsman : Services secrets
- CinemaCon 2017 : star féminine de demain